# Lessesi erődtemplom
A lessesi erődtemplom műemlékké nyilvánított épület Romániában, Szeben megyében. A romániai műemlékek jegyzékében az SB-II-a-A-12378 sorszámon szerepel.